# میژو
میژو (به فرانسوی: Mijoux) یک کمون در فرانسه با جمعیت ۳۸۰ نفر است که در Canton of Gex واقع شده‌است.